# 巴纳
巴纳是7世纪印度一位梵语散文作家和诗人。他生於一個婆羅門家庭，是戒日王朝皇帝的御用詩人。戒日王传的作者就是巴纳。